# Полонский, Яков Петрович
Я́ков Петро́вич Поло́нский (7 [19] декабря 1819, Рязань — 18 [30] октября 1898, Санкт-Петербург) — русский поэт, писатель и драматург. Член-корреспондент Петербургской академии наук (1886).

## Биография
Родился в семье бедного чиновника-дворянина Петра Григорьевича Полонского и Натальи Яковлевны Полонской (урожд. Кафтыревой) 7 (19) декабря 1819 года.
В 1838 году окончил Рязанскую гимназию, в 1844 году — юридический факультет Императорского Московского университета, где слушал лекции профессоров П. Г. Редкина, Д. Л. Крюкова и Т. Н. Грановского, которые оказали существенное влияние на формирование мировоззрения Полонского. В Московском университете проучился пять лет вместо положенных четырёх, поскольку на 3-м курсе не сдал экзамен по римскому праву профессору Н. И. Крылову. В студенческие годы Полонский сблизился с А. А. Григорьевым и А. А. Фетом, познакомился также с П. Я. Чаадаевым, А. С. Хомяковым, Т. Н. Грановским. В студенческие годы зарабатывал на жизнь частными уроками.
В журнале «Отечественные записки» в 1840 году опубликовал первое стихотворение — «Священный благовест торжественно звучит…». Участвовал в студенческом альманахе «Подземные ключи» (1841). В это время познакомился с И. С. Тургеневым, дружба с которым продолжалась до смерти последнего. При содействии Щепкина, сына знаменитого артиста Михаила Щепкина, по подписке издаёт в 1844 году свой первый сборник стихотворений — «Гаммы».
В ноябре 1844 года, окончив университет, переехал вместе с А. Уманцом, таможенным чиновником, в Одессу. Затем получил назначение в Тифлис (28 апреля 1846), где до 1851 года совмещал службу помощника канцелярии кавказского наместника М. Воронцова и помощника редактора газеты «Закавказский вестник». В начале 1850 года в «Закавказском вестнике» появился раздел «Фельетон», художественные материалы для которого готовил Полонский. В газете Полонский публиковал свои сочинения: статистические данные о климате, населении, природных богатствах Кавказа, этнографические и художественные очерки, фельетоны и этнографические заметки, стихотворения, вошедшие в сборник «Сазандар», первую главу повести «Тифлисские ночи» (1847). Кавказскими впечатлениями навеяны его лучшие стихи, принесшие молодому чиновнику всероссийскую известность.
С 8 апреля 1852 по 26 октября 1855 и с 26 апреля 1856 по 9 марта 1860 года был в отставке.
С 1851 по 1859 год сотрудничал с журналом «Современник», редактировал в 1859—1860-х годах журнал «Русское слово».
Служил секретарём и младшим цензором в «Комитете цензуры иностранной», в Совете Главного управления по делам печати (1860—1896).
В начале 1860 годов сблизился с Ф. И. Тютчевым. Дружеские отношения поэтов продолжались вплоть до смерти Тютчева в 1873 году и нашли отражение в их творчестве: стихотворения Полонского «Ф. И. Тютчеву» (1865) и «Памяти Ф. И. Тютчева» (1876), стихотворение Тютчева «Другу моему Я. П. Полонскому» (1865).
Состоял в переписке с великим князем Константином Константиновичем (поэтом К. Р.)
С 4 апреля 1876 года состоял в чине действительного статского советника. Был награждён орденами Св. Владимира 3-й ст. (1883), Св. Станислава 1-й ст. (1888).
С 1886 года — член-корреспондент Петербургской академии наук.
Скончался в Петербурге 18 (30) октября 1898 года, похоронен в Ольговом монастыре под Рязанью. В 1958 году прах был перезахоронен на территории Рязанского кремля.

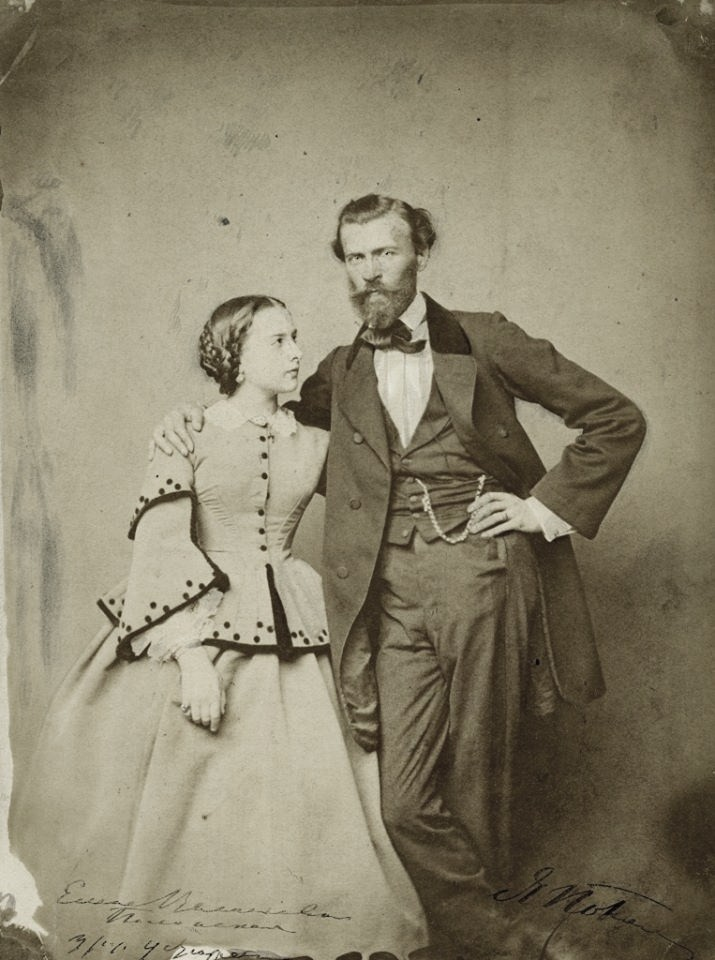
Яков Полонский c первой женой

## Семья
Был дважды женат.
Первая жена (с 13 июля 1858 года) — Елена Васильевна Устюжская (1840—1860), дочь певчего русской церкви в Париже Василия Кузьмича Устюжского и француженки. Брак был заключён по любви, хотя невеста почти не знала русского языка, а Полонский — французского. Умерла в Петербурге от последствий брюшного тифа, соединившегося с выкидышем. Их сын Андрей, родившийся 4 апреля 1859 года умер в январе 1860 года.
Вторая жена (с 17 июля 1866 года) — Жозефина-Гертруда Антоновна Рюльман (1843—1920), скульптор-любитель, сестра известного врача Антона Антоновича Рюльмана. По словам Е. А. Штакеншнейдер, «Полонский женился на ней потому, что влюбился в её красоту. Она вышла за него потому, что ей некуда было голову преклонить». В браке имели двух сыновей, Александра (22.07.1868—1934) и Бориса (05.05.1875—1923), и дочь Наталью (18.08.1870—1929), которая была замужем за Н. А. Елачичем.

## Адреса в Санкт-Петербурге
- 1879—1883 — дом Безобразова, набережная Фонтанки, 24[11];
- угол Звенигородской и Николаевской улиц (Марата, 84);
- 1888—1898 — Знаменская (ныне — улица Восстания), 26[12].

## Творчество

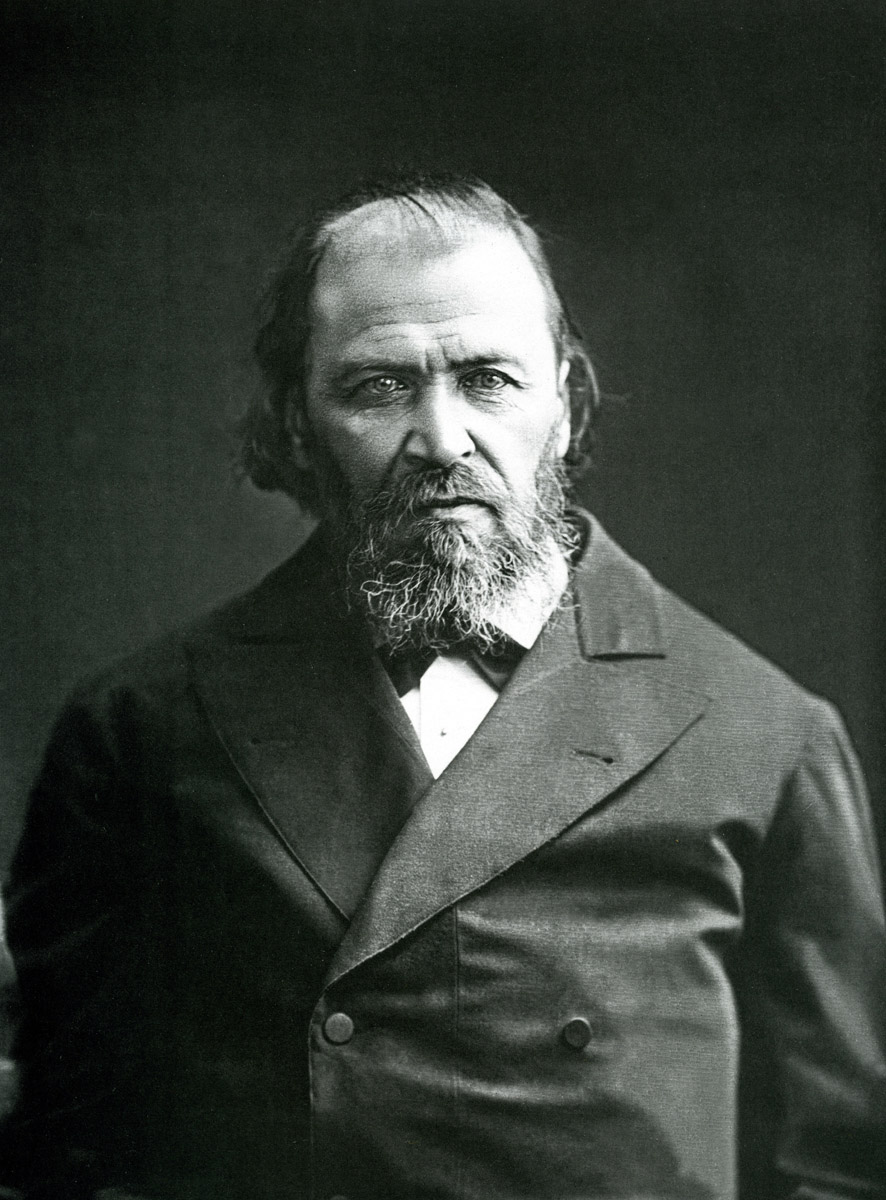
Яков Полонский, 1880-е

Первое стихотворение Полонского появилось в печати ещё при жизни М. Ю. Лермонтова, последнее было напечатано в 1898 году, когда юноша А. Блок уже писал стихи, составившие потом отдел «Ante Lucem». Литературное наследие Полонского велико и неравноценно; включает в себя несколько сборников стихотворений, многочисленные поэмы, романы и рассказы. По характеристике Юлия Айхенвальда

Писатель редких вдохновений, Полонский был замечательно искусный версификатор, и порою для него как бы не существовали технические усилия и трудности размеров и рифмы. Непринуждённо и легко, будто разговорная речь, льётся у него простой, ненарядный и часто недорогой стих.
Первый поэтический сборник Полонского — «Гаммы» (1844). Выпущенный в Одессе второй сборник «Стихотворения 1845 года» вызвал отрицательную оценку В. Г. Белинского. В сборнике «Сазандар» (1849) Полонский воссоздал дух и быт народов Кавказа. Небольшая часть стихов Полонского относится к так называемой гражданской лирике («Признаться сказать, я забыл, господа», «Миазм» и другие). Стихотворение «Узница» (1878) он посвятил Вере Засулич. На склоне жизни обращался к темам старости, смерти (сборник «Вечерний звон», 1890). Среди поэм Полонского наиболее значительна поэма-сказка «Кузнечик-музыкант» (1859). Примечательны также «Больной писатель (сороковых годов)» (драматическое произведение в стихах; изд. в 1886), посвященное последним дням В. Г. Белинского, послужившего прототипом герою, и неоконченный роман в стихах «Свежее преданье» (1861), прототипом героя которого, Камкова, стал И. П. Клюшников, университетский приятель Полонского.
Грузинские стихи Полонского выделяются редкой для своего времени музыкальностью. Д. Мирский называет его «самым романтичным из эклектиков середины века», хотя со своим романтизмом он не переставал бороться:

Поэтическое его мастерство было чисто романтическим, но он боялся отдаться ему целиком и считал своим долгом писать благонамеренные стихи о светоче прогресса, свободе слова и прочих современных предметах.
Полонский писал также прозу. Первый сборник прозы «Рассказы» вышел отдельным изданием в 1859 году. В романах «Признания Сергея Чалыгина» (1867) и «Женитьба Атуева» (1869) следовал И. С. Тургеневу. В основу романа «Дешёвый город» (1879) легли впечатления одесской жизни. Публиковал также тексты мемуарного характера: «Мой дядя и кое-что из его рассказов», «Старина и мое детство», «Школьные годы (Начало грамотности и гимназия)», «Мои студенческие воспоминания», «И. С. Тургенев у себя в его последний приезд на родину». Воспоминания о Тургеневе, превосходящие по объему остальные части мемуаров, содержат многогранный литературный портрет «центральной натуры» эпохи, по выражению самого Тургенева, примененному к В. Г. Белинскому
В 1852 году написал своё первое драматическое произведение — пятиактную драму «Дареджана Имеретинская», сюжет которой взят из грузинской истории XVII века.
На стихотворения Полонского создано 128 музыкальных произведений шестьюдесятью семью композиторами. На слова Полонского писали музыку А. С. Даргомыжский, П. И. Чайковский, Цезарь Кюи, С. В. Рахманинов, С. И. Танеев, А. Г. Рубинштейн, М. М. Иванов, А. Т. Гречанинов. Многие из написанных произведений стали популярными романсами и песнями. «Песня цыганки» («Мой костёр в тумане светит»), написанная в 1853 году, стала народной песней. Мелодия была заложена в стихотворении Полонского, композитору осталось слегка её огранить.
Перевёл стихотворение английского поэта Бурдильона (F. W. Bourdillon) «Ночь смотрит тысячею глаз». При первой публикации Полонский снабдил стихотворение следующим примечанием: «Стихотворение это было напечатано в английском журнале „Spectator“ 1873 г. № 2365. — В том же журнале вновь перепечатано с переводами, присланными из Франции и Германии. — Затем, без подписи автора, стало появляться в американских изданиях. Я перевел его, как умел».

## Публицистика
С 1860 года и до конца жизни в квартире поэта по пятницам собирались учёные, деятели культуры и искусства на встречах, получивших название «Пятницы» Я. П. Полонского: П. П. Перцов относил Полонского к числу «людей-магнитов». С перерывами «Пятницы» проходили много лет и после его смерти некоторое время продолжались усилиями вдовы Полонского Жозефины Антоновны (см. Пятница (литературный кружок)). Полонский писал письма в защиту духоборов Победоносцеву, а также собирался писать воспоминания о них.
Консерватор и православный, в конце жизни Я. П. Полонский выступал против критики церкви и государства со стороны Льва Толстого. В 1895 году по поводу вышедшего за границей сочинения Толстого «Царство Божие внутри вас» Полонский напечатал в «Русском обозрении» (№ 4—6) полемическую статью «Заметки по поводу одного заграничного издания и новых идей графа Л. Н. Толстого». После появления статьи Толстого «Что такое искусство?» Полонский также написал резкую статью. Это вызвало со стороны Л. Н. Толстого письмо с предложением о примирении: Толстому стало известно доброжелательное отношение Полонского к гонимым духоборам.

### Опубликованные произведения
- Сочинения Я. П. Полонскаго. Т 1. — Санкт-Петербург; Москва: М. О. Вольф, 1869. — [4], 292, IX, [3], IV с.
- Сочинения Я. П. Полонскаго. Т 2. — Санкт-Петербург; Москва: М. О. Вольф, 1869. — [4], 314, III с.
- Сочинения Я. П. Полонскаго. Т 3. — Санкт-Петербург; Москва: М. О. Вольф, 1870. — [6], 543 с.
- Сочинения Я. П. Полонскаго. Т 4.— Санкт-Петербург; Москва: М. О. Вольф, 1874. — [2], 530 с.
- Полное собрание сочинений Я. П. Полонского: Т. 1—10. — Санкт-Петербург: изд. Ж. А. Полонская, 1885—1886.
- Полное собрание стихотворений Я. П. Полонского: В 5-ти томах / Издание просмотрено автором. С 2-мя портр., грав. на стали Ф. А. Брокгаузом в Лейпциге. — Санкт-Петербург: А. Ф. Маркс, 1896.
- Гаммы: Стихотворения Я. П. Полонского. — Москва: тип. Н. Степанова, 1844. — [2], 63 с.
- Стихотворения 1845 года / [Соч.] Я. П. Полонского. — Одесса: тип. А. Брауна, 1846. — 72 с.
- Сазандар: Стихи Я. П. Полонского. — Тифлис: тип. Канцелярии наместника кавк., 1849. — 60 с.
- Дареджана Имеретинская Драма в 5 д. / [Соч.] Я. П. Полонского. — Москва: тип. Степановой, 1852. — 148 с.
- Стихотворения Я. П. . — Санкт-Петербург: тип. И. Фишона, 1855. — [4], IV, 226, VIII с.
- Стихотворения Я. П. Полонского: (Доп. к стих., изд. в 1855 г.). — Санкт-Петербург: тип. Рюмина и К°, 1859. — [4], 108 с.
- Рассказы Я. П. Полонского. — Санкт-Петербург: Рус. слово, 1859. — [4], 275 с.
- Озими: Новый сборник стихов / [Соч.] Я. П. Полонского. Ч. 2. — Санкт-Петербург: В. С. Балашев, 1876. — [4], 207 с.
- На закате: Стихотворения. 1877—1880 / [Соч.] Я. П. Полонского. — Москва: К. Т. Солдатенков, 1881. — [4], 184 с.
- На высотах спиритизма [и др. рассказы]: (Прибавление к Полн. собр. соч.) / Я. П. Полонский. — Санкт-Петербург: тип. И. Н. Скороходова, 1889. — [4], 597 с.
- Вечерний звон: Стихи 1887—1890 / [Соч.] Я. П. Полонского. — Санкт-Петербург: тип. А. С. Суворина, 1890. — [6], 208 с.
- Проигранная молодость: Роман / Я. П. Полонский. — Санкт-Петербург: изд. кн. скл. «Родина», 1891. — 228 с. — (Собрание романов, повестей и рассказов: Ежемес. прил. ил. журн. «Родина» № 11, нояб. 1891).
- Собаки: Юморист. поэма Я. П. Полонского. — Санкт-Петербург: тип. А. Траншель, 1892. — [6], 175 с.
- Мечтатель: Юноша 30-х годов XIX столетия: Рассказ в стихах / [Соч.] Я. П. Полонского; [Предисл.: Лев Поливанов]. — Москва: изд. Л. Поливанова, 1894. — [4], VIII, 52 с.
- Вакула кузнец: Либретто для оперы: Заимствовано из повести Н. В. Гоголя «Ночь перед рождеством» Я. П. Полонским / Муз. П. Чайковского. — Санкт-Петербург: П. Юргенсон, 1876. — 81 с.